# João II Orsini
João II Orsini, conhecido também como João Comneno Ducas (em grego: ωάννης Κομνηνός Δούκας; romaniz.: Iōannēs Komnēnos Doukas; em italiano:  Giovanni II Orsini), foi um conde palatino do Condado palatino de Cefalônia e Zacinto entre 1323 e 1324 e déspota do Epiro de 1323 até 1335.

## Vida
João era filho do conde João I Orsini de Cefalônia com Maria, uma filha de Nicéforo I Comneno Ducas do Epiro com Ana Paleóloga Cantacuzena, e irmão mais novo de Nicolau Orsini, que havia tomado o Despotado do Epiro em 1318 ao assassinar o tio pelo lado da mãe deles, Tomás I Comneno Ducas. Em 1323, João repetiu o irmão e o assassinou, sucedendo-lhe em Cefalônia e no Epiro.
Em 1324, o senhor angevino de João, João de Gravina, visitou Cefalônia em sua viagem para lutar contra os bizantinos no Peloponeso e depôs João como conde ali, anexando a ilha aos seus próprios domínios. Sem sua base familiar, João teve que firmar uma paz com Andrônico II Paleólogo do Império Bizantino e recebeu permissão para estender seu controle sobre todo o Epiro em troca de reconhecer a suserania bizantina. Ele se casou então com Ana Paleóloga, uma neta de Demétrio (Miguel) Ducas, um filho de Miguel II Comneno Ducas do Epiro, que servia os seus novos senhores. Como seu irmão, João também era de fé ortodoxa e recebeu o título de déspota do imperador bizantino.
Em 1331, João foi atacado por Gualtério VI de Brienne, o duque titular de Atenas, e genro do angevino Filipe I de Tarento e de Tamara Angelina Comnena. Quando Gualtério cercou Arta, João foi forçado a aceitar a suserania angevina, uma situação que logo foi revertida quando Gualtério voltou para a península Itálica. Em 1332, João se viu forte o suficiente para invadir e anexar a Tessália, que havia caído numa anarquia depois da morte de Estêvão Gabrielópulo. O sucesso de João provocou uma reação imediata do imperador Andrônico III Paleólogo, que reafirmou seu controle sobre pelo menos parte da porção oriental da região. De volta a Epiro, João se viu dividido entre as facções pró-bizantina e pró-angevina de sua corte. Contudo, ele morreu subitamente em 1335, provavelmente envenenado por sua esposa Ana.

## Família
De sua esposa Ana Paleóloga Angelina, João II Orsini teve dois filhos:
- Nicéforo II Orsini, que o sucedeu como monarca do Epiro.
- Tomais Orsini, que se casou com Simeão Uresis, imperador (czar) dos sérvios e gregos, que também ascendeu ao trono do Epiro em 1359. A filha deles, Maria, casou-se com monarcas posteriores do Epiro Tomás II Preljubović e Esaú de' Buondelmonti, governando o Epiro ela própria depois da morte de Tomás até a ascensão de Esaú.